# James William Good
Pour les articles homonymes, voir Good.
James William Good, né le 24 septembre 1866 à Cedar Rapids (Iowa) et mort le 18 novembre 1929 à Washington (district de Columbia) d'une péritonite, est un homme politique américain. Membre du Parti républicain, il est représentant de l'Iowa entre 1909 et 1921 puis secrétaire à la Guerre en 1929 dans l'administration du président Herbert Hoover.

## Source
- (en) Cet article est partiellement ou en totalité issu de l’article de Wikipédia en anglais intitulé « James William Good » (voir la liste des auteurs).